# Kintner Nunatak
Kintner Nunatak är en nunatak i Antarktis. Den ligger i Västantarktis. Argentina, Chile och Storbritannien gör anspråk på området. Toppen på Kintner Nunatak är 1 440 meter över havet.
Terrängen runt Kintner Nunatak är lite kuperad. Trakten är obefolkad. Det finns inga samhällen i närheten.